# سفارة المجر في كندا
سفارة المجر في كندا هي أرفع تمثيل دبلوماسي لدولة المجر لدى كندا. تقع السفارة في أوتاوا وهي تهدف لتعزيز المصالح المجرية في كندا.

## وصلات خارجية
- الموقع الرسمي
- قائمة سفارات المجر
- قائمة السفارات في كندا